# Dino Crisis 3
Dino Crisis 3 (ディノクライシス3?, Dino Kuraishisu 3) è un videogioco survival horror per Xbox, terzo ed ultimo capitolo della serie, Dino Crisis. L'azione si svolge nello spazio, precisamente su una stazione spaziale. A differenza degli altri capitoli della serie, i nemici nel gioco non sono veri dinosauri, ma creazioni formate da mutazioni del DNA di alcune specie di dinosauro.
Il gioco è stato inizialmente previsto per Xbox e PlayStation 2, ma quest'ultima versione è stata abbandonata poco dopo l'inizio dello sviluppo.

## Modalità di gioco
Nel corso del gioco è possibile utilizzare un certo set di armi, il cui numero è stato ridotto a 2 pistole con 6 tipi di munizioni oltre a piccole macchine chiamate "WASPS" che aiutano negli scontri contro i dinosauri. Il gioco svolto in gran parte attraverso il personaggio Patrick, mentre solo una piccola sezione del gioco è stata dedicata a Sonya. Sono disponibili tre tipi di armature.

## Trama
Ci troviamo nell'anno 2548, sono passati più di 300 anni da quando la Terra ha perso il contatto con la nave colonia ONU Ozymandias. In qualche modo, la nave è ricomparsa nei pressi di Giove. Un gruppo chiamato S.O.A.R. viene inviato per indagare a bordo della nave sonda Seyfert, nel tentativo di salire sulla Ozymandias. Ma, mentre stavano raggiungendo la nave colonia tramite una navetta, dalla Ozymandias parte un raggio laser che distrugge la Seyfert, tentativo che viene ripetuto contro la navetta, ma Patrick Tyler, Sonya Hart, il comandante Jacob Ranshaw, McCoy riescono a sfuggire all'attacco, raggiungendo l'Ozymandias e a salire a bordo della nave. La nave mostra essere in uno stato di totale abbandono, anche se è presente e disponibile energia.

## Minigiochi
Dopo che il gioco sarà terminato a qualsiasi difficoltà, saranno sbloccati 2 mini-giochi:
- Sonya Express: Il giocatore prende il controllo di Sonya Hart, indossa una tuta da cameriera, e un Jetpack più veloce. Nel mini-gioco il giocatore esplora Ozymandias uccidendo il maggior numero di dinosauri.
- Wheel of tune: Questo mini-gioco permette al giocatore di prendere il controllo Patrick Tyler, con differenti costumi. Il mini-gioco è simile alla storia principale, ma più difficile, e il giocatore deve uccidere, entro un certo limite temporale, il maggior numero di dinosauri sulla Ozymandias.

## Personaggi
- Patrick Tyler: Membro del Soar, ha solo 24 anni, nonché protagonista, dotato di un forte senso del dovere ed un naturale carisma, una risorsa per qualsiasi operazione.
- Sonya Hart: Un altro membro del Soar. Il suo unico obiettivo è di completare a qualunque costo le missioni.
- McCoy: Non si sa molto di lui. Patrick e Sonya lo trovarono sulla nave in uno stato di shock, mentre sono in cerca degli altri membri della squadra dispersa. Poco dopo aver incontrato i suoi soldati, viene brutalmente ucciso da un Australis.
- Jacob Ranshaw: Le sue capacità decisionali sono fattori chiave per il corretto funzionamento delle operazioni che dirige. È ossessionato dalla sicurezza delle sue truppe. Quando lui ed i suoi compagni vengono attaccati dal Regulus, dopo una strenua lotta contro il mutante, si sacrifica eroicamente per salvare quel che resta della sua squadra, morendo nell'esplosione di una granata che aveva lanciato per uccidere lo stesso Regulus, e , anche se il mostro sopravvive, dà agli altri il tempo per scappare.
- Caren Velázquez: Ha lavorato come agente di pattuglia su una delle navi di controllo hangar. Apparentemente l'unico membro superstite dell'equipaggio, la sua storia, per tutto il tempo della partita, è avvolta nel mistero. Viene vista per la prima volta da Patrick, e successivamente si scopre che ne esistono più copie, in gran parte androidi creati da MTHR . Tuttavia, in seguito si scopre che in realtà è un ibrido creato dalla MTHR mescolando DNA umano e DNA di dinosauro. Muore nel corso del primo incontro con il Cebalrai : si sacrifica per salvare Patrick, attirando il gigantesco predatore verso una piattaforma instabile e facendo cadere entrambi nel vuoto.
- Capitano Satoko Evans: Il capitano della Ozymandias. Dopo che la Ozymandias viene colpita dai raggi cosmici, i membri dell'equipaggio hanno iniziato a morire. Durante il loro ultimo giorno lei e superstiti hanno mescolato il loro DNA con geni animali per poter sopravvivere, cosa che poi ha condotto ad un intenso processo di clonazione guidato direttamente dall'M.T.H.R..

## Dinosauri

### Algol
- DNA Codice: S-02-001
- DNA Primario: Velociraptor

L'Algol è un predatore di media taglia, ma compensa ampiamente le sue dimensioni non proprio imponenti con una velocità e ferocia impressionanti, e delle zampe posteriori molto sviluppate, grazie alle quali è in grado di fare salti enormi. Quando è agitato, può rilasciare delle scosse elettriche generate da un organo posto in cima alla sua testa, simile a quella di uno squalo martello. L'Algol ha inoltre un grande spirito di gruppo, perciò caccia in branchi molto uniti ed organizzati. Più avanti nel gioco si scopre che gli Algol hanno anche una capacità camaleontica che gli consente di apparire quasi del tutto trasparenti, lasciando visibile solo il contorno del loro corpo.

### Australis
- DNA Codice: S-01-10a
- DNA Primario: Tyrannosaurus

L'Australis è il risultato di un esperimento che prevedeva di creare una creatura in grado di sopravvivere nel vuoto dello spazio, rivelatosi poi un completo fallimento. In quanto destinato a sopravvivere nel vuoto dello spazio, la sua cute non è sviluppata correttamente, e non poche zone del suo corpo sono completamente esposte, lasciando intravedere i muscoli, le ossa, e addirittura in un punto alcuni organi interni. Tuttavia, la sua impressionante capacità di auto-guarigione e la sua ferocia lo rendono ugualmente un temibile avversario per chiunque lo incroci sul suo percorso. È inoltre dotato di un organo di produzione di elettricità, per cui la creatura è in grado di rilasciare dei raggi elettrici.
Il primo Australis incontrato dai protagonisti è anche il primo dinosauro ad essere visto nel gioco. Dopo aver ucciso McCoy, prendendolo fra le fauci e scagliandolo con violenza contro la parete della nave, viene a sua volta ucciso da un folto gruppo di affamati Rigel, che lo divorano vivo dopo essere penetrati nel suo corpo. Gli altri Australis devono invece essere sconfitti dal giocatore: il secondo viene invece visto nella stazione energetica, mentre il terzo attacca Patrick nel ponte dell'hangar di sostegno alla vita, mentre non funziona correttamente, e il quarto e ultimo Australis viene ucciso da Patrick e Sonya nel settore dei motori della nave.

### Cebalrai
- DNA Codice: S-01-001
- DNA Primario: Giganotosaurus

È l'avversario più pericoloso del gioco, un tentativo, riuscito, di sviluppare una forma di vita definitiva: il Cebalrai è in grado di sopravvivere sia sulla terra che nello spazio. Possiede due teste e due code, e durante la lotta, gliene cresce una terza. Come l'Australis, può emettere raggi elettrici e possiede una muscolatura possente, anche se in gran parte esposta a causa della pelle poco sviluppata. L'aggressività e la ferocia che il Cebalrai mostra è ben al di là del suo istinto predatorio.
Il Cebalrai, come il Rigel, può anche cambiare il suo aspetto. L'unica parte che subisce un cambiamento significativo nella materia è la sua testa. Non possiede una buona vista, ma in compenso è dotato di finissimi olfatto ed udito. Alla fine, il Cebalrai, dopo essere miracolosamente sopravvissuto alla caduta dalla piattaforma con Caren e all'esplosione della Ozymandias aggrappandosi alla scialuppa di salvataggio usata da Sonya e Patrick, viene definitivamente sconfitto da quest'ultimo, che, vendicando la morte dell'amica, con un razzo lancia il mostro lontano dalla nave verso le immense profondità dello spazio.

### Kornephoros
- DNA Codice: D-3-001
- DNA Primario: Velociraptor

Una seconda creatura generata dal DNA dei raptor. La manipolazione genetica del DNA, che ha mescolato la mappa genetica dei raptor con quella dei primati, gli ha causato una grossa alterazione dei muscoli e dello scheletro. Di conseguenza, il Kornephoros possiede molte caratteristiche fisiche e comportamentali di grande scimmia antropomorfa, aggressiva ed incredibilmente forte ed intelligente, che caccia sistematicamente in gruppo.

### Miaplacidus
- DNA Codice: S-16-021
- DNA Primario: Spinosaurus

Manipolato geneticamente con gli anfibi per ottenere una creatura in grado di sopravvivere sia sulla terra che in acqua, il Miaplacidus è una creatura aggressiva, dotato di una robusta pinna dorsale e numerose creste a ventaglio intorno alla testa. Oltre a possedere una grande forza fisica ed armi letali, è anche in grado di sputare getti di acqua ad alta pressione, garantendogli la possibilità di effettuare attacchi a lungo raggio. Il giocatore lo incontra due volte durante il gioco, prima in un livello sommerso dove il Miaplacidus si ritira dopo essere stato ferito, ma la seconda volta lo si affronta a terra, dove viene definitivamente ucciso.

### M.T.H.R.
È un modello computerizzato di ultimissima generazione utilizzato sulle navi spaziali. Dopo 300 anni trascorsi dall'ultimo contatto con un membro Ozymandias o con un qualunque altro essere umano, ha sviluppato una forma cibernetica di follia.  Ritiene che i dinosauri siano i suoi 'figli', a causa del fatto che lei li ha creati, mescolando i vari DNA, tendando di ostacolare la squadra in tutti i modi, cercando di eliminare qualunque superstite o membro della squadra di salvataggio, con qualunque mezzo a disposizione.

### Regulus
- DNA Codice: S-28-477
- DNA Primario: Ankylosaurus

La pelle nella parte superiore del corpo del Regulus è rivestita con spesse piastre di armatura organica, in grado di resistere agli attacchi dei Rigel e a proiettili di piccolo e medio calibro, mentre il ventre non possiede alcuna difesa significativa, per cui rappresenta il suo punto debole. Proprio per proteggere il suo ventre morbido, in caso di pericolo il Regulus si chiude a riccio e carica il suo avversario per ucciderlo schiacciandolo con il suo peso. Tuttavia, la bassa velocità della creatura la rende molto vulnerabile agli attacchi ben posizionati. Durante il gioco, ne viene avvistato uno nel laboratorio di estrazione del DNA, dove il Capitano Evans si sacrifica collocando una bomba nella bocca del Regulus. Durante l'esplosione, il Regulus si chiude a riccio e con il suo modo di attaccare crea un passaggio attraverso un muro, sopravvivendo all'incontro. In seguito, riappare nella lobby principale, dove sarà poi distrutto da Patrick.

### Rigel
- DNA Codice: S-01-001
- DNA Primario: Giganotosaurus

Il nemico più comune nel gioco. Singolarmente, questa particolare specie dal corpo serpentiforme e dalla testa sproporzionata e dalla forma allungata, non rappresenta alcun pericolo significativo. Tuttavia, un appetito insaziabile accoppiato con una tendenza di nutrirsi alla cieca di tutto ciò che si muove lo rende una creatura molto pericolosa, soprattutto quando ce ne sono molti nei paraggi. Il Rigel è un essere metamorfico, che cambia il suo aspetto con l'età : la sua forma adulta è il Cebalrai.

### Rigel Domain
Il Rigel Domain è una gigantesca torre organica collocata al centro del grande spazio di archiviazione. Rilascia spore mortali e invia ondate di Rigel contro il giocatore. La sfera è l'unica debolezza della torre. Se attaccata, lo strato esterno della sua 'pelle' si rompe in pezzi e si sgretola.

## Accoglienza
Dino Crisis 3 ha ricevuto recensioni miste con una media del 56% sulla base di 37 voti a Game Rankings, con il maggior numero di critiche negative a causa del suo essere poco, o per nulla aderente, ai precedenti giochi della serie. È stato considerato il flop totale della saga.